# Typhonium lineare
Typhonium lineare är en kallaväxtart som beskrevs av Wilbert Leonard Anna Hetterscheid och Van Dzu Nguyen. Typhonium lineare ingår i släktet Typhonium och familjen kallaväxter. IUCN kategoriserar arten globalt som akut hotad.
Artens utbredningsområde är Vietnam. Inga underarter finns listade.